# Diane von Fürstenberg
Diane von Fürstenberg, nascuda com Diane Simone Michelle Halfin (Brussel·les, Bèlgica, 31 de desembre de 1946) és una dissenyadora de moda belga-estatunidenca coneguda pels seus famosos vestits de tall creuat (wrap dress).

## Biografia

### Naixement i educació
Diane Simone Michelle Halfin va néixer en el si d'una família de classe mitjana-alta jueva a Brussel·les. El seu pare, Leon Halfin, de nacionalitat russa, va passar la Segona Guerra Mundial a Suïssa, i la seva mare Liliane Nahmias, de nacionalitat grega, va ser una supervivent de l'Holocaust i una figura fonamental en l'educació de Diane. Als 12 anys va ser enviada a una escola-residència, posteriorment als 15 va ingressar en el col·legi Oxfordshire. L'any 1965 va viatjar a Madrid per a estudiar castellà. De tornada a Suïssa va començar els seus estudis d'Economia a la Universitat de Ginebra.

### Matrimonis
Va ser a la universitat, a l'edat de 18 anys, on va conèixer a Egon von Fürstenberg, fill major d'un príncep alemany i la seva primera esposa, hereva de la fortuna automobilística Fiat. La parella finalment es va casar el 1969. Tres anys després es van divorciar. Durant aquest temps van tenir dos fills, el príncep Alexandre —nascut sis mesos després de les noces— i la princesa Tatiana, tots dos nascuts a la ciutat de Nova York. Actualment Diane von Fürstenberg té quatre néts, entre ells Talita von Fürstenberg.
El matrimoni dels Fürstenberg, no gaire ben vist a causa de la religió de la núvia, va ser considerat dinàstic, i Diane es va convertir oficialment en la princesa Diane de Fürstenberg. En divorciar-se Diane va perdre el títol.
A principi dels anys 80, von Fürstenberg va mantenir una relació sentimental amb Alain Elkann, el exmarit de Margherita Agnelli, en aquells dies era també l'excosí del seu propi exmarit. Durant tots aquests anys va mantenir una relació intensa amb els seus fills, Jaki, Lapo i Ginevra Elkann.
El 2001, es va casar amb el magnat en comunicacions Barry Diller, amb el qual ja havia estat relacionada sentimentalment des dels anys 70.
El 2002 va aconseguir la nacionalitat estatunidenca.

### Carrera
Com ja va explicar una vegada Fürstenberg, «el minut en el qual vaig saber que anava a ser la dona de l'Egon, vaig decidir començar una carrera. Volia ser algú amb aspiracions, i no sols una noia qualsevol que es casa amb un príncep». La seva intenció era, entre altres aspectes, la de guanyar el seu propi sou, i de mostrar la seva independència com a dona treballadora. Així, el 1970, i amb un pressupost de 30.000 dòlars, va començar a dissenyar roba per a dona. El seu propi marit també es convertiria en dissenyador, començant la seva carrera anys més tard, el 1974.
Fürstenberg i el seu marit van ser el fidel reflex del glamur dels anys 70: el seu exòtic estil de vida s'alternava amb les festes i gales en les quals assistien des de Salvador Dalí fins als Ducs de Windsor. La parella va ser portada de la revista Nova York Magazine sota el titular: «La parella que ho té tot. És potser tot suficient?». La parella finalment es va divorciar, de manera amistosa, el 1973.
La seva popularitat va començar a desenvolupar-se gràcies a la creació l'any 1973 del vestit de tall creuat —conegut en anglès com wrap dress—. La creació de Fürstenberg va tenir una gran influència en la moda femenina. Actualment un d'aquests primers vestits es troba al Museu d'Art Metropolità a Nova York. Pot ser contemplat en el Costume Institute. El vestit va ser introduït en el mercat de la moda de manera casual, en el moment en què Fürstenberg li va ensenyar a l'editora de Vogue, Diana Vreeland, la peça que seria precursora del wrap-dress. Aquest mateix any va ser convidada a participar en la Setmana de la moda de Nova York, on el vestit va aparèixer per primera vegada en la passarel·la.
En el negoci de la moda de Fürstenberg, també es pot trobar una línia de cosmètics i accessoris. El 1975 va posar a la venda la fragància «Tatiana», dita així en honor de la seva filla. A més, amb l'objectiu d'expandir el seu negoci va registrar el seu nom i les seves inicials; i també va treure a la venda nous productes, com ara cosmètics, bosses i ulleres de sol. A l'any següent, el 1976, la xifres de venda del seu vestit de marca, wrap dress, ascendien ja a 5 milions.
El 1983, va signar un contracte amb el grup farmacèutic britànic Beecham Group Ltd. L'èxit de la marca i l'expansió del seu negoci li va reportar durant 4 anys un lloc en el Top 10 dels millors negocis dirigits per dones als Estats Units.
Posteriorment, l'any 1985 Fürstenberg va decidir mudar-se a la ciutat de París, França. A la fi dels anys 80 es va donar a conèixer que durant tota la dècada els productes la línia DVF van obtenir un benefici de més de mil milions de dòlars. Després de cinc anys a París i amb la seva signatura en plena expansió, Fürstenberg va tornar a EE. UU.
El 1993, després de la mort de l'artista estatunidenc Lowell Nesbitt, Fürstenberg va comprar el seu estudi i residència en el 389 West 12th Street. La casa, abans de la seva reforma, solia funcionar com a estable per als cavalls de la policia novaiorquesa, d'aquí la seva gran extensió. El lloc es va convertir en els anys 70 i 80 en un lloc de reunió, en el qual a més de diferents sales es podia gaudir d'una piscina interior, un àtic i grans finestrals. Per aquest edifici, denominat pel seu antic amo com The Old Stable (El vell estable), van passar celebritats i figures de l'art com Andy Warhol, Roy Lichtenstein, Robert Indiana, Jasper Johns, Robert Motherwell, Larry Rivers i James Rosenquist.

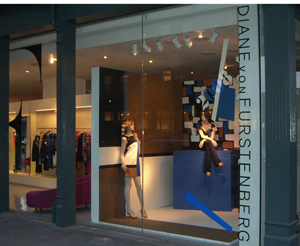

L'edifici va ser utilitzat per Fürstenberg com a estudi de treball i residència fins que a principis de 2000 va ser demolit. Posteriorment es va construir un edifici més modern i de major alçada. Actualment treballa en el DVF Studio situat en el 874 del carrer Washington, a Nova York, on el seu treball se centra principalment en la creació de línies de roba high-end, és a dir, de preus elevats i en venda tan sols en llocs selectes com Bergdorf Goodman, Nordstrom, Saks Fifth Avenue, i Neiman Marcus.
Anys més tard, el 1997 va tornar al mercat de la moda de forma més activa, posant a la venda la seva línia d'alta costura. Va publicar les seves memòries, Diane: A Signature Life (Simon & Schuster; 1998).
En 2005, la CFDA (Council of Fashion Designers of America) va atorgar el seu guardó a Fürstenberg en reconeixement de tots els assoliments en la seva carrera com a dissenyadora. A l'any següent, el 2006, va ser nomenada presidenta de la CFDA. Altres projectes realitzats durant aquest mateix any van ser la creació d'un disseny de telèfon mòbil per a la marca T-Mobile, i l'aparició com a jurat en diversos episodis del programa estatunidenc Project Runway.
Tant en el seu treball com en la seva vida personal, utilitza en el seu cognom «von» en comptes de «zu», menys comú fora d'Europa. Un altre detall anecdòtic sobre el seu cognom és que normalment en campanyes publicitàries i logotips sol aparèixer sense dièresis, tot i que en el començament de la seva carrera —i fins als anys 90— sempre va estar inclosa.